# Водоторањ на Медијани
Водоторањ на Медијани (лат. castellum aquae) је археолошки локалитет на 4 km источно од Ниша, који је откривен новембра месеца 1980. године током изградње фабричких хала ондашње Електронске индустрије. Открићем овог необично значајног објекта, решене су многе дилеме нишких археолога везане за водоснабдевање овог царског насеља. Слични објекти на простору Србије су веома ретки, иако је познато да су се њима, као по правилу, завршавали сви римски акведукти. Захваљујући веома високом степену очуваности, археолози су успели да се изврше детаљну реконструкцију његових архитектонских, хидрауличких и функционалних карактеристика. Водоторањ је био веома кратко у употреби. Саграђен је вероватно крајем 3. века, а функционисао је до средине 4. века.

## Историја
Римљани су највећу пажњу посвећивали снабдевању својих насеља здравом водом за пиће и одржавање хигијене. Објекте попут водовода јавних купатила или терми имао је сваки већи римски град или насеобина. Још од 312. п. н. е., по пројекту етрурских архитеката, у римском царству грађени су бројни системи за водоснабдевање познати под називом аквадукт.
Остаци римских водовода нађени су у разним градовима некадашњег римског царства па и на Балкану - у Медијани. Након археолошких истражвања, пронађен је и истражени јавни системи за водоснабдевање (акведукт), који су у приградском насељу Медијана омогућили изградњу јавних купатила (лат. balnea) и зимске терме (лат. thermae hiemales), придодат уз објекат виле са перистилом.
Као пратећи објекат, посебне намене, у систему за водоснабдевање на Медијани био је водоторањ (лат. castellum aquae), који се у начелу налазио на завршном делу сваког римског аквадукта. Иако је било познато да се водоторњем, као по правилу требају завршавати сви римски акведукти, они су на многим местима ипак веома ретки. Кастелум за водоснабдевање на Медијани може се упоредити са широко познатим и детаљно проученим објектима сличне функције у Римском царству, какави су били Фућини код Рима, као и водоторњеви у Помпеји и Ниму.
Водоторањ на Медијани био је веома кратко у употреби, највероватније од изградње, крајем 3. века, па све до средине 4. века, како је утврђено на основу нумизматичких налаза (новца Аурелијана, Константина и Констанција).

## Положај
Водоторањ се налазио на око 500 m. југозападно од најлуксузнијег дела Медијане. Близу водоторња налазила се рустична вила (лат. Villa rustica), према којој је водио један мањи канал за водоснабдевање. Водоторањ је постављен тако да се водоснабдевање могло вршити путем силе земљине теже. Није пронађен извор са којег се напајао водоторањ али се претпоставља да је био на подручју Нишке Бање која је иначе богата и термалним и другим изворима.

## Степен заштите
Због свог историјског и археолошког значаја локалитет је проглашен, 19. децембра 1981. године, за „Културно добро од изузетног значаја“ и под бројем АН 22 уведено је у централни регистар споменика културе у Републици Србији. Као основ за упис у регистар послужило је решење Завода за заштитуту и научно проучавање споменика културе НРС бр.220/49 од 09. фебруара 1949. године.
Због неодговорног односа друштва, остаци водоторња су, врло брзо након његовог открића и документовања, нестали током изградње дела електронске индустрије, деведесети година 20 века. Оно што је остало да сведочи о овом археолошком локалитету су описи и реконструкција археолога који су тада радили на овом локалитету, а пре свега документација археолога др Петра Петровића.

## Техничке карактеристике
Водоторањ који је заправо био резервоар проточно-акомулационог типа, укопан у непропустљив слој жуте глине, снабдевао је главне потрошаче воде на Медијани у 3. и 4. веку; вилу са перистилом – палату и терме, и друге објекте према којима су били усмерени главни канали за наводњавање. Кастелум се састојао од два базена једног ширег и другог ужег и краћег. Базени су служили пре свега за пречишћавање воде тако да је дно базена било испуњено слојевима који су служили за филтрирање воде. Судећи по истраживањима базени нису имали кровни покривач.
Водоторањ се налазио на око 500 m југозападно од средишта Медијане, на благој падини Влашко брдо, и по дужини је оријентисан у смеру север-југ. Уукупна дужина објекта била је 47 m, а ширина 18,5 х 7 m. Испред водоторња се налазила устава која је служила за контролу протока воде из канала. За то је служио блок од камена димензија 90 х 64 х 15 cm, са уклесаним жлебом вертикално на правац пружања канала и представљао је преграду чијим се подизањем и спуштањем регулисало пуњење базена воодоторња водом.
Водоторањ је напајан водом из канала ширине 60 cm (откривено је око 33 m). Траса канала није се могла у потпуности пратити током археолошких истраживања, јер је од његове структуре очувано само дно које је било израђено од ломљеног камена и речних облутака који су били повезани малтером. Дно је израђено од водонепропусног малтера преко подлоге од ситно ломљеног камена и фрагментованих опека утопљених у кречни малтер. Зидови канала такође су били малтерисани водонепропусним малтером.
Торањ је снабдевана водом још једним каналом, од кога је сачуван само део дна водоотпорног малтера у дужини од 1,5 m и ширине 60 cm. Највероватније да је овај канал временом изгубио своју функцију зато што је његово дно на 30 m вишој коти па се претпоставља да је служио као одводни канал од кастелума надаље.
Од водоторња, вода се разводила, оловним или керамичким цевима, у славине, фонтане, базене, терме (купатило), баптистеријум, а вероватно и у канале за наводњавање парковских површина. Одводне цеви биле су пречника 155 mm и налазила се у дну базена и испод куле целом дужином. Од евентуалног слегања објекта оловне цеви су биле обезбеђене каменим блоковима у којима су се налазиле рупе као саставни део зидне масе. На излазу из куле цев се уливала у зидани одводни канал.
Висинска разлика између места на коме је постављен и најниже тачке простора на коме су били размештени објекти Медијане, била је 10 метара. У функционалном погледу систем за водоснабдевање на Медијани састојао се од: 
- Базена за воду,
- Система за пречишћавање воде,
- Куле водоторња,
- Гравитационих, drenažnih, главних и ревизионих канала.

Водоторањ је, поред акумулације био намењен и за пречишћавања воде пре дистрибуције. У њему су се вода прво таложиле а затим филтрирала од механичких нечистоћа. На то упућује план грађевине, са два базена чије дно је било испуњено већим комадима ломљеног пешчара и кречњака, изнад којих је насипан ситнији облутак. Оваква испуна имала је функцију јадноставног природног филтера, који је зазадржавао механичке нечистоће. Сви делови базена и куле водотоња, које су били у контакту са водом, били су обложени водонепропусним црвенкастим малтером, а споља непропусном жутом глином.
Најочуванији део кастелума је дренажни канал који је у моменту истраживања био очуван у потпуности. Нагиб канала био је 3%, ширина 25,5 m, док је висина бочних зидова била 44 cm. Канал је својом целом дужином покривен плитким сводом од кречне масе са ситним облуцима којом је заливана оплата од опека. Вода из базена доспевала је у канале кроз оловну цев пречника 95 mm. Од ревизионе шахте откривена је само дно основе димензија 2,80 х 2,40 m.